# الصرفيات المقيدة والحرة
في علم اللغويات، المورفيم المتصل أو المقيد هو مورفيم/صرفية (الوحدة الأولية في بناء الجملة الصرفية) لا يمكن أن يظهر إلا كجزء من تعبير أكبر، بينما المورفيم الحر (أو المورفيم غير المقيد ) هو المورفيم الذي يمكن أن يظهر بمفرده.  المورفيم المقيد هو نوع من الصيغة المقيدة ، والمورفيم الحر هو نوع من الصيغة الحرة . 

## الحدوث المستقل
تعد الصيغة حرةً إذا كان وجودها ممكناً بمعزل عن لفظ كامل، على سبيل المثال: Johnny is running، أو Johnny، أو running (يمكن أن يحدث هذا كإجابة على سؤال مثل: ?What is he doing). الصيغة التي لا يمكن أن توجد منفصلة هي صيغة مقيدة، على سبيل المثال(y ، is ،-ing-) في (Johnny is running). يعتبر عدم الوجود بمعزل عن الغير هو المعيار الأساسي للتقييد في معظم كتب اللغويات.

## الجذور والزوائد
الزوائد مقيدة بالتعريف. زوائد اللغة الإنجليزية هي في الغالب بادئات أو لواحق مثل: pre- في كلمة "precaution" و(ment-) في كلمة "shipment". قد تكون الزوائد تصريفية، تشير إلى كيفية ارتباط كلمة معينة بكلمات أخرى في عبارة أكبر، أو اشتقاقية، تغير إما نوع الكلمة أو المعنى الفعلي للكلمة.
معظم الجذور في اللغة الإنجليزية هي مورفيمات حرة (على سبيل المثال، examin- في examination، والتي يمكن أن توجد مستقلة: examine)، ولكن بعضها الآخر مقيد (على سبيل المثال، bio- في biology). يُشار إلى الكلمات مثل Chairman التي تحتوي على مورفيمين حرين ( chair و man) بأنها كلمات مركبة.
المورفيمات الفريدة ‏ أو الجامدة هي شكل خاص من أشكال المورفيم المقيد الذي أُزِيح معناه المستقل ولا يفيد إلا للتمييز بين كلمة وأخرى، كما هو الحال في كلمة cranberry، التي يكون فيها المورفيم الحر berry مسبوقاً بالمورفيم المقيد -cran، والذي يعني "crane" من الاسم القديم للتوت، "crane berry".
المورفيم الفارغ هو نوع خاص من المورفيم المقيد الذي لا يحمل أي معنى جوهري. تغير الصرفيات الفارغة الأصواتِ المجرَّدَةِ للكلمة ولكنها لا تقدم أي قيمة دلالية للكلمة بمجملهاً.
أمثلة:
| المورفيم | شكل المورفيم | معنى المورفيم                                                          |
| -------- | ------------ | ---------------------------------------------------------------------- |
| fact-    | مورفيم حر    | فكرة أو مفهوم، عادة ثُبِّتَت صحته مع الأدلة الداعمة، ويلقى قبولاً اجتماعيا. |
| -u-      | مورفيم مقيد  | دون معنى. (مورفيم فارغ)                                                |
| al-      | مورفيم مقيد  | نوع من، يتعلق بـ، مرتبط بـ، إلخ. ينشئ صيغة صفة للاسم الذي يكمله.       |

| المورفيم   | صيغة المورفيم | معنى المورفيم                                                    |
| ---------- | ------------- | ---------------------------------------------------------------- |
| -sens(e-ø) | مورفيم حر     | إدراك الجسم للمحفزات الخارجية.                                   |
| -u-        | مورفيم مقيد   | دون معنى. (مورفيم فارغ)                                          |
| al-        | مورفيم مقيد   | نوع من، يتعلق بـ، مرتبط بـ، إلخ. ينشئ صيغة صفة للاسم الذي يكمله. |

|  | المورفيم | صيغة المورفيم | معنى المورفيم                      |
|  | -------- | ------------- | ---------------------------------- |
|  | speed-   | مورفيم حر     | المعدل الذي يقطع به الجسم المسافة. |
|  | -o-      | مورفيم مقيد   | دون معنى. (مورفيم فارغ)            |
|  | -meter   | مورفيم حر     | جهاز قياس.                         |

## تكوين الكلمات
يمكن تكوين الكلمات من مورفيمات مقيدة بشكل كامل، كما في كلمة permit الإنجليزية، بالأساس من اللاتينية per وتعني"من خلال" + mittō وتعني "أرسل"، حيث per- و -mit هي مورفيمات مقيدة في الإنجليزية. ومع ذلك، غالبا ما ينظر إليهما على أنها مجرد مورفيم واحد. "Per" ليس مورفيمًا مقيداً؛ فالمورفيم المقيد بحكم التعريف، لا يمكن أن ينشئ كلمة بمفرده. "Per" هي كلمة مستقلة كما هو موضح في الجملة "I go to the gym twice per day.
يُقدم مثال مماثل في اللغة الصينية؛ حيث أن معظم مورفيماتها أحادية المقطع ويشار إليها بحرف صيني لطبيعة النص ذي المورفيمات المقطعية الكثيرة، ولكن توجد كلمات ثنائية المقطع لا يمكن تحليلها إلى مورفيمات مستقلة، مثل 蝴蝶 húdié 'فراشة'. وبالتالي، تُسْتَخْدَم المقاطع المستقلة والحروف المقابلة لها فقط في تلك الكلمة، وبينما يمكن تفسيرها على أنها مورفيمات مقيدة 蝴 hú- و蝶-dié، فمن الأكثر شيوعًا اعتبارها مورفيمًا ثنائي المقطع. انظر إلى الكلمات الصينية متعددة المقاطع لمزيد من المناقشة.
عادةً ما يميز اللغويون بين الصيغ الإنتاجية وغير الإنتاجية عندما يتحدثون عن المورفيمات. على سبيل المثال، تم اشتقاق مورفيم ten، في tenant في الأصل من الكلمة اللاتينية tenere، بمعنى "to hold"، ويُلاحظ المعنى الأساسي نفسه في كلمات مثل "tenable" و"intention". ولكن بما أن "ten" لا تُستخدم في الإنجليزية لتكوين كلمات جديدة، فإن معظم اللغويين لا يعتبرونها مورفيمًا على الإطلاق.

## اللغات التحليلية والتركيبية
اللغة التي تحتوي على نسبة منخفضة جدًا من الصرفية إلى الكلمة هي لغة معزولة. نظرًا لأن هذه اللغة تستخدم عددًا قليلًا من الصرفيات المقيدة، فإنها تعبر عن معظم العلاقات النحوية من خلال ترتيب الكلمات أو الكلمات المساعدة، وبالتالي فهي لغة تحليلية ‏.
على النقيض من ذلك، فإن اللغة التي تستخدم عددًا كبيرًا من الصرفيات المقيدة للتعبير عن العلاقات النحوية هي لغة تركيبية ‏.